# Zeno (Jahrheft)
Zeno (Eigenschreibweisen: zeno und ZeNO) war eine von 1980 bis 2022 erschienene Philosophie- und Literaturzeitschrift, die Essays, Lyrik, Aphorismen und Prosatexte im Grenzgebiet von Philosophie und Literatur vereinigte. In den Zenoten erschienen polemische Glossen und Rezensionen. Regelmäßig veröffentlichte Zeno Texte älterer, nach Ansicht der Herausgeber zu Unrecht vergessener oder kaum mehr beachteter Autoren. Den Umschlag zierte stets Bacchus auf der Schildkröte aus dem Boboli-Garten in Florenz.

## Geschichte und Herausgeber
Das Jahrheft wurde 1980 von Reinhard Düßel, Jakob Ossner, Michael Rumpf, Ulrich Schödlbauer und Joachim Vahland gegründet, seit Heft 24 Sinn wurde es von Gerd Brudermüller, Jakob Ossner, Michael Rumpf und Joachim Vahland herausgegeben. Wolfgang Marx, Professor für Philosophie an der Universität Bonn, war von 2002 bis zu seinem Tod 2011 ebenfalls einer der Herausgeber. Ab 2008 erschien Zeno jährlich im Universitätsverlag Rhein-Ruhr (UVRR).

## Name
Der Name des Periodikums nahm Bezug auf die antiken Philosophen Zenon von Elea (um 490 – 430 v. Chr.), den Vorsokratiker, und Zenon von Kition (um 333/332 – 262/261 v. Chr.), den Stoiker. Zeno ist die latinisierte Version des griechischen Namens, den auch ein Heiliger und Italo Svevos Antiheld Zeno Cosini tragen.

## Themenschwerpunkte
Neuere Ausgaben von Zeno hatten folgende Themenschwerpunkte:
- 2022 | Nr. 42: Pessimismus
- 2021 | Nr. 41: Illusionen
- 2020 | Nr. 40: Arbeit
- 2019 | Nr. 39: Diskurse
- 2018 | Nr. 38: Gier
- 2017 | Nr. 37: Toleranz
- 2016 | Nr. 36: Konflikte
- 2015 | Nr. 35: Identität II
- 2014 | Nr. 34: Mehr oder Weniger
- 2013 | Nr. 33: Identität I
- 2012 | Nr. 32: Gleichheit
- 2011 | Nr. 31: Werte
- 2010 | Nr. 30: Individuen
- 2009 | Nr. 29: Kunst

## Autoren
Zu den Autoren von Zeno zählen neben den Herausgebern Andreas Dorschel, Horst-Jürgen Gerigk, Elke Heinemann, Wilhelm Genazino, Stefanie Golisch, Panajotis Kondylis, Helmut Krausser, Brigitte Kronauer, Günter Kunert, Reiner Kunze, Klaus Modick, Simone Katrin Paul, Manfred Riedel, Jan Wagner, Gabriele Wohmann und viele andere. In dem Periodikum wurden außerdem Texte älterer Autoren wie Henri-Frédéric Amiel, Friedrich Ludewig Bouterweck, Gustav Theodor Fechner, Francesco Guicciardini, Walter Savage Landor, Paul Léautaud, Antonio Machado, Heinrich Rickert, Marcel Schwob, Walter Serner und Georg Simmel wiederveröffentlicht.